# شركة زي للإعلام
شركة زي للإعلام (بالإنجليزية: Zee Media Corporation Limited) المعروفة سابقًا باسم زي نيوز المحدودة (بالإنجليزية: Zee News Ltd.) تأسست الشركة على يد مجموعة إيسيل وتم دمجها في 27 أغسطس 1999، باسم زي سبورتز المحدودة وكانت شركة تابعة لشركة زي تيليفيلمز
كانت الشبكة متورطة في العديد من الخلافات وقامت ببث قصص إخبارية ملفقة في مناسبات متعددة.

## تاريخ
تأسست شركة زي للإعلام المحدود (المعروفة سابقًا باسم زي نيوز المحدودة) على يد مجموعة إيسيل وتم دمجها في 27 أغسطس 1999، باسم زي سبورتز المحدودو. وكانت شركة تابعة لشركة زي تيليفيلمز المحدودة (التي تمت إعادة تسميتها لاحقًا باسم زي للمشاريع الترفيهية). أعيد تأسيس الشركة في 27 مايو 2004، باسم زي نيوز المحدودة. وتم فصلها كشركة منفصلة عن مجموعة إيسيل في عام 2006. في عام 2013،  قامت شركة زي للأخبار المحدودة بتغيير اسمها إلى شركة زي للإعلام المحدود.
شاركت في مشروع مشترك مع مجموعة داينيك بهسكار لنشر صحيفة ديلي نيوز آند أناليسيس ولكن تم إيقاف الصحيفة في عام 2019 بعد تكبدها خسائر. تدير الشركة أيضًا معهد زي للفنون الإعلامية (ZIMA) المملوك لشركة زي ليرن.

### متصل
تدير قناة زي نيوز موقعي الأخبار والتحليلات اليومية وزي نيوز لتوفير التغطية عبر الإنترنت للقناة. يتم استخدام موقع زي فايف المملوك لشركة زي للمشاريع الترفيهية لتغطية قنوات ZMCL الأخرى. تدير قناة الأخبار العالمية (WION) موقعها الإلكتروني. كما تمتلك ZMCL موقع India.com الإخباري.
- موقع الأخبار والتحليلات اليومية: خدمة تغطية الأخبار عبر الإنترنت باللغة الإنجليزية. تم تصنيفها ضمن برنامج DNA الخاص بقناة زي نيوز.[14]

### صحيفة
كانت صحيفة Daily News & Analysis صحيفة واسعة النطاق باللغة الإنجليزية مملوكة لشركة زي للإعلام المحدودو. تم إطلاقه في 30 يوليو 2005 وتم وضعه تحت برنامج الأخبار والتحليل اليومي (DNA) التابع لقناة زي نيوز. تم تداوله بشكل أساسي في مومباي وتوقف في 9 أكتوبر 2019 بسبب الخسائر المتكررة.